# Карел Домін
Ка́рел До́мін  (чеськ. Karel Domin; 4 травня 1882 — 10 червня 1953) — чеський ботанік і політик.

## Життєпис
Після закінчення навчання в гімназії в Пршибрамі вивчав ботаніку в Карловому університеті Праги та здобув вищу освіту в 1906 році.
1916 — став професором ботаніки. Домін спеціалізувався на фітогеографії, геоботаніці та класифікації рослин. Він став членом Чехословацкої академії наук, опублікував багато наукових праць та заснував ботанічний інститут в університеті.
1933—1934 — був ректором Карлового університету та був з учасників боротьби за старовинні академічні знаки відзнак між чеським та німецьким університетами Праги, що привело до вуличних зіткнень.
1935—1939 — був членом парламенту; після Мюнхенської угоди став засновником напівфашистського політичного руху Akce narodni obrody.
Багато працював на території Закарпаття, досліджуючи його флору і рослинність.
Опублікував 90 наукових праць, що стосуються рослинного покриву Українських Карпат.

## Вибрані наукові праці
- Saussurea Porcii Degen v Porkarpatske Rusi // Veda pr.- 1932.- 13.- S. 216—217.
- Zweiter Beitrag zur Kenntnis der Phanerogamenflora von Böhmen, 1902
- A Phytogeographical outline of the zonal division in the Western Carpathians, besides some general remarks on the main forest trees, 1923
- Plantarum Čechoslovakiae enumeratio species vasulares, 1936
- Prodromus lokální květeny kraje od Medzilaborců k Palotským hřebenům ve vých. Slovensku, 1940
- Monografická studie o Myosotis sylvatica (Ehrb.) Hoffm. a některých příbuzných pomněnkách se zvláštním zřením k oblasti karpatské, 1939
- Schedae ad floram Cechoslovenicam exiccatam. Centuria 1. Acta Bot. Bohem., 1929, 8: 44-79